# Ursula Rinck
Ursula Rinck (* 27. Oktober 1969 in Rotenburg (Wümme)) ist eine deutsche Juristin.

## Werdegang
Nachdem Rinck 1996 erfolgreich ihre Promotion abgeschlossen hatte, legte sie im Folgejahr in München das Zweite Staatsexamen ab. Beruflich war sie in der Folge zunächst als Rechtsanwältin tätig. Sodann trat Rinck 1998 ihre erste Richterstelle an und war seither in der Arbeitsgerichtsbarkeit Bremens tätig. In den Jahren 2007 bis 2009 wirkte sie am Bundesarbeitsgericht als abgeordnete wissenschaftliche Mitarbeiterin. Seit 2011 hatte Rinck das Amt der Stellvertretenden Direktorin des Arbeitsgerichts Bremen-Bremerhaven inne. Zum 1. Juni 2012 erfolgte ihre Ernennung zur Richterin am Bundesarbeitsgericht.

## Quelle
- Neue Richterin am BAG, juris vom 1. Juni 2012